# راس البر (دمیاط)
راس البر (به عربی: رأس البر) یک منطقهٔ مسکونی در مصر است که در استان دمیاط واقع شده‌است.